# Uruguay en la clasificación de la Conmebol para la Copa Mundial de Fútbol

## Estadísticas
• Actualizado hasta el partido Uruguay - Venezuela (10 de junio de 2025).
| Año   | Resultado                                                  | Pos.                                                       | PJ                                                         | PG                                                         | PE                                                         | PP                                                         | GF                                                         | GC                                                         | Dif.                                                       | Goleador(es)                                                                  |
| ----- | ---------------------------------------------------------- | ---------------------------------------------------------- | ---------------------------------------------------------- | ---------------------------------------------------------- | ---------------------------------------------------------- | ---------------------------------------------------------- | ---------------------------------------------------------- | ---------------------------------------------------------- | ---------------------------------------------------------- | ----------------------------------------------------------------------------- |
| 1930  | Anfitrión.                                                 | Anfitrión.                                                 | Anfitrión.                                                 | Anfitrión.                                                 | Anfitrión.                                                 | Anfitrión.                                                 | Anfitrión.                                                 | Anfitrión.                                                 | Anfitrión.                                                 | Anfitrión.                                                                    |
| 1934  | Declinó participar a modo de protesta.                     | Declinó participar a modo de protesta.                     | Declinó participar a modo de protesta.                     | Declinó participar a modo de protesta.                     | Declinó participar a modo de protesta.                     | Declinó participar a modo de protesta.                     | Declinó participar a modo de protesta.                     | Declinó participar a modo de protesta.                     | Declinó participar a modo de protesta.                     | Declinó participar a modo de protesta.                                        |
| 1938  | Declinó participar a modo de protesta.                     | Declinó participar a modo de protesta.                     | Declinó participar a modo de protesta.                     | Declinó participar a modo de protesta.                     | Declinó participar a modo de protesta.                     | Declinó participar a modo de protesta.                     | Declinó participar a modo de protesta.                     | Declinó participar a modo de protesta.                     | Declinó participar a modo de protesta.                     | Declinó participar a modo de protesta.                                        |
| 1950  | Clasificado por retiro de dos participantes.               | Clasificado por retiro de dos participantes.               | Clasificado por retiro de dos participantes.               | Clasificado por retiro de dos participantes.               | Clasificado por retiro de dos participantes.               | Clasificado por retiro de dos participantes.               | Clasificado por retiro de dos participantes.               | Clasificado por retiro de dos participantes.               | Clasificado por retiro de dos participantes.               | Clasificado por retiro de dos participantes.                                  |
| 1954  | Clasificado por ser el campeón de la Copa Mundial de 1950. | Clasificado por ser el campeón de la Copa Mundial de 1950. | Clasificado por ser el campeón de la Copa Mundial de 1950. | Clasificado por ser el campeón de la Copa Mundial de 1950. | Clasificado por ser el campeón de la Copa Mundial de 1950. | Clasificado por ser el campeón de la Copa Mundial de 1950. | Clasificado por ser el campeón de la Copa Mundial de 1950. | Clasificado por ser el campeón de la Copa Mundial de 1950. | Clasificado por ser el campeón de la Copa Mundial de 1950. | Clasificado por ser el campeón de la Copa Mundial de 1950.                    |
| 1958  | No clasificado                                             | 4.º                                                        | 4                                                          | 2                                                          | 1                                                          | 1                                                          | 4                                                          | 6                                                          | -2                                                         | Javier Ambrois, Óscar Míguez, Eladio Benítez, William Martínez (1)            |
| 1962  | Clasificado                                                | 2.º                                                        | 2                                                          | 1                                                          | 1                                                          | 0                                                          | 3                                                          | 2                                                          | +1                                                         | Luis Cubilla, Ángel Rubén Cabrera, Guillermo Escalada (1)                     |
| 1966  | Clasificado                                                | 1.º                                                        | 4                                                          | 4                                                          | 0                                                          | 0                                                          | 11                                                         | 2                                                          | +9                                                         | Héctor Jesús Silva (5)                                                        |
| 1970  | Clasificado                                                | 2.º                                                        | 4                                                          | 3                                                          | 1                                                          | 0                                                          | 5                                                          | 0                                                          | +5                                                         | Anibal Tarabini, Atilio Ancheta, Julio César Cortés, Pedro Virgilio Rocha (1) |
| 1974  | Clasificado                                                | 3.º                                                        | 4                                                          | 2                                                          | 1                                                          | 1                                                          | 6                                                          | 2                                                          | +4                                                         | Fernando Morena (3)                                                           |
| 1978  | No clasificado                                             | 5.º                                                        | 4                                                          | 1                                                          | 2                                                          | 1                                                          | 5                                                          | 4                                                          | +1                                                         | Dario Pereyra, Nitder Pizzani (2)                                             |
| 1982  | No clasificado                                             | 4.º                                                        | 4                                                          | 1                                                          | 2                                                          | 1                                                          | 5                                                          | 5                                                          | 0                                                          |                                                                               |
| 1986  | Clasificado                                                | 3.º                                                        | 4                                                          | 3                                                          | 0                                                          | 1                                                          | 6                                                          | 4                                                          | +2                                                         | Venancio Ramos (2)                                                            |
| 1990  | Clasificado                                                | 2.º                                                        | 4                                                          | 3                                                          | 0                                                          | 1                                                          | 7                                                          | 2                                                          | +5                                                         | Rubén Sosa (5)                                                                |
| 1994  | No clasificado                                             | 4.º                                                        | 8                                                          | 4                                                          | 2                                                          | 2                                                          | 10                                                         | 7                                                          | +3                                                         | Daniel Fonseca, Fernando Kanapkis, Rubén Sosa (2)                             |
| 1998  | No clasificado                                             | 8.º                                                        | 16                                                         | 6                                                          | 3                                                          | 7                                                          | 18                                                         | 21                                                         | -3                                                         | Marcelo Otero (3)                                                             |
| 2002  | Clasificado                                                | 5.º                                                        | 18                                                         | 7                                                          | 6                                                          | 5                                                          | 19                                                         | 13                                                         | +6                                                         | Darío Silva (5)                                                               |
| 2006  | No clasificado                                             | 5.º                                                        | 18                                                         | 6                                                          | 7                                                          | 5                                                          | 23                                                         | 28                                                         | -5                                                         | Diego Forlán (6)                                                              |
| 2010  | Clasificado                                                | 5.º                                                        | 18                                                         | 6                                                          | 6                                                          | 6                                                          | 28                                                         | 20                                                         | +8                                                         | Diego Forlán (7)                                                              |
| 2014  | Clasificado                                                | 5.º                                                        | 16                                                         | 7                                                          | 4                                                          | 5                                                          | 25                                                         | 25                                                         | 0                                                          | Luis Suárez (10)                                                              |
| 2018  | Clasificado                                                | 2.º                                                        | 18                                                         | 9                                                          | 4                                                          | 5                                                          | 32                                                         | 20                                                         | +12                                                        | Edinson Cavani (9)                                                            |
| 2022  | Clasificado                                                | 3.º                                                        | 18                                                         | 8                                                          | 4                                                          | 6                                                          | 22                                                         | 22                                                         | 0                                                          | Luis Suárez (8)                                                               |
| 2026  | Disputándose                                               | 4.º                                                        | 16                                                         | 6                                                          | 6                                                          | 4                                                          | 19                                                         | 12                                                         | +7                                                         | Darwin Núñez (5)                                                              |
| Total | 14 - 8                                                     | 2.º                                                        | 180                                                        | 79                                                         | 50                                                         | 51                                                         | 248                                                        | 195                                                        | +53                                                        | Luis Suárez (29)                                                              |

### Resultados
| País       | PJ  | PG | PE | PP | GF  | GC  | DG  | EFE   |
| ---------- | --- | -- | -- | -- | --- | --- | --- | ----- |
| Argentina  | 16  | 3  | 4  | 9  | 11  | 21  | -10 | 22,2% |
| Australia  | 4   | 2  | 0  | 2  | 4   | 2   | +2  | 50,0% |
| Bolivia    | 24  | 12 | 6  | 6  | 43  | 27  | +16 | 66,6% |
| Brasil     | 14  | 2  | 6  | 6  | 15  | 27  | -12 | 22,2% |
| Chile      | 19  | 11 | 4  | 4  | 28  | 16  | +12 | 72,2% |
| Colombia   | 22  | 9  | 8  | 5  | 31  | 29  | +2  | 56,6% |
| Costa Rica | 2   | 1  | 1  | 0  | 2   | 1   | +1  | 66,6% |
| Ecuador    | 24  | 13 | 6  | 5  | 35  | 22  | +13 | 66,6% |
| Jordania   | 2   | 1  | 1  | 0  | 5   | 0   | +5  | 66,6% |
| Paraguay   | 16  | 5  | 4  | 7  | 14  | 17  | -3  | 47,7% |
| Perú       | 21  | 11 | 4  | 6  | 30  | 16  | +14 | 66,6% |
| Venezuela  | 22  | 12 | 8  | 2  | 39  | 14  | +25 | 84,4% |
| Total      | 186 | 82 | 52 | 52 | 257 | 192 | +65 | 53,3% |

## Eliminatorias delsigloXX

### Eliminatorias paraSuecia 1958
- Información según CeroaCero[2]

| Fecha               | Lugar      |          |                     | Resultado |                     |          |
| ------------------- | ---------- | -------- | ------------------- | --------- | ------------------- | -------- |
| 16 de junio de 1957 | Bogotá     | Colombia | Bandera de Colombia | 1:1 (1:0) | Bandera de Uruguay  | Uruguay  |
| 30 de junio de 1957 | Montevideo | Uruguay  | Bandera de Uruguay  | 1:0 (0:0) | Bandera de Colombia | Colombia |
| 14 de julio de 1957 | Asunción   | Paraguay | Bandera de Paraguay | 5:0 (1:0) | Bandera de Uruguay  | Uruguay  |
| 28 de julio de 1957 | Montevideo | Uruguay  | Bandera de Uruguay  | 2:0 (1:0) | Bandera de Paraguay | Paraguay |

### Eliminatorias paraChile 1962
- Información según CeroaCero[3]

| Fecha               | Lugar      |         |                    | Resultado |                    |         |
| ------------------- | ---------- | ------- | ------------------ | --------- | ------------------ | ------- |
| 15 de julio de 1961 | La Paz     | Bolivia | Bandera de Bolivia | 1:1 (0:1) | Bandera de Uruguay | Uruguay |
| 30 de julio de 1961 | Montevideo | Uruguay | Bandera de Uruguay | 2:1 (2:0) | Bandera de Bolivia | Bolivia |

### Eliminatorias paraInglaterra 1966
- Información según CeroaCero[4]

| Fecha               | Lugar      |           |                      | Resultado |                      |           |
| ------------------- | ---------- | --------- | -------------------- | --------- | -------------------- | --------- |
| 23 de mayo de 1965  | Montevideo | Uruguay   | Bandera de Uruguay   | 5:0 (2:0) | Bandera de Venezuela | Venezuela |
| 30 de mayo de 1965  | Caracas    | Venezuela | Bandera de Venezuela | 1:3 (1:1) | Bandera de Uruguay   | Uruguay   |
| 6 de junio de 1965  | Lima       | Perú      | Bandera de Perú      | 0:1 (0:0) | Bandera de Uruguay   | Uruguay   |
| 13 de junio de 1965 | Montevideo | Uruguay   | Bandera de Uruguay   | 2:1 (1:1) | Bandera de Perú      | Perú      |

### Eliminatorias paraMéxico 1970
- Información según CeroaCero[5]

| Fecha                | Lugar      |         |                    | Resultado |                    |         |
| -------------------- | ---------- | ------- | ------------------ | --------- | ------------------ | ------- |
| 6 de julio de 1969   | Guayaquil  | Ecuador | Bandera de Ecuador | 0:2 (0:1) | Bandera de Uruguay | Uruguay |
| 13 de julio de 1969  | Santiago   | Chile   | Bandera de Chile   | 0:0       | Bandera de Uruguay | Uruguay |
| 20 de julio de 1969  | Montevideo | Uruguay | Bandera de Uruguay | 1:0 (0:0) | Bandera de Ecuador | Ecuador |
| 10 de agosto de 1969 | Montevideo | Uruguay | Bandera de Uruguay | 2:0 (1:0) | Bandera de Chile   | Chile   |

### Eliminatorias paraAlemania 1974
- Información según CeroaCero[6]

| Fecha               | Lugar      |          |                     | Resultado |                     |          |
| ------------------- | ---------- | -------- | ------------------- | --------- | ------------------- | -------- |
| 24 de junio de 1973 | Bogotá     | Colombia | Bandera de Colombia | 0:0       | Bandera de Uruguay  | Uruguay  |
| 1 de julio de 1973  | Quito      | Ecuador  | Bandera de Ecuador  | 1:2 (1:1) | Bandera de Uruguay  | Uruguay  |
| 5 de julio de 1973  | Montevideo | Uruguay  | Bandera de Uruguay  | 0:1 (0:0) | Bandera de Colombia | Colombia |
| 8 de julio de 1973  | Montevideo | Uruguay  | Bandera de Uruguay  | 4:0 (3:0) | Bandera de Ecuador  | Ecuador  |

### Eliminatorias paraArgentina 1978
- Información según CeroaCero[7]

| Fecha                 | Lugar      |           |                      | Resultado |                      |           |
| --------------------- | ---------- | --------- | -------------------- | --------- | -------------------- | --------- |
| 9 de febrero de 1977  | Caracas    | Venezuela | Bandera de Venezuela | 1:1 (0:1) | Bandera de Uruguay   | Uruguay   |
| 27 de febrero de 1977 | La Paz     | Bolivia   | Bandera de Bolivia   | 1:0 (0:0) | Bandera de Uruguay   | Uruguay   |
| 17 de marzo de 1977   | Montevideo | Uruguay   | Bandera de Uruguay   | 2:0 (1:0) | Bandera de Venezuela | Venezuela |
| 27 de marzo de 1977   | Montevideo | Uruguay   | Bandera de Uruguay   | 2:2 (1:1) | Bandera de Bolivia   | Bolivia   |

### Eliminatorias paraEspaña 1982
- Información según CeroaCero[8]

| Fecha                    | Lugar      |          |                     | Resultado |                     |          |
| ------------------------ | ---------- | -------- | ------------------- | --------- | ------------------- | -------- |
| 9 de agosto de 1981      | Montevideo | Uruguay  | Bandera de Uruguay  | 3:2 (1:1) | Bandera de Colombia | Colombia |
| 23 de agosto de 1981     | Montevideo | Uruguay  | Bandera de Uruguay  | 1:2 (0:2) | Bandera de Perú     | Perú     |
| 6 de septiembre de 1981  | Lima       | Perú     | Bandera de Perú     | 0:0       | Bandera de Uruguay  | Uruguay  |
| 13 de septiembre de 1981 | Bogotá     | Colombia | Bandera de Colombia | 1:1 (1:1) | Bandera de Uruguay  | Uruguay  |

### Eliminatorias paraMéxico 1986
- Información según CeroaCero[9]

| Fecha               | Lugar      |         |                    | Resultado |                    |         |
| ------------------- | ---------- | ------- | ------------------ | --------- | ------------------ | ------- |
| 10 de marzo de 1985 | Montevideo | Uruguay | Bandera de Uruguay | 2:1 (1:0) | Bandera de Ecuador | Ecuador |
| 24 de marzo de 1985 | Santiago   | Chile   | Bandera de Chile   | 2:0 (1:0) | Bandera de Uruguay | Uruguay |
| 31 de marzo de 1985 | Quito      | Ecuador | Bandera de Ecuador | 0:2 (0:0) | Bandera de Uruguay | Uruguay |
| 7 de abril de 1985  | Montevideo | Uruguay | Bandera de Uruguay | 2:1 (1:1) | Bandera de Chile   | Chile   |

### Eliminatorias paraItalia 1990
- Información según CeroaCero[10]

| Fecha                    | Lugar      |         |                    | Resultado |                    |         |
| ------------------------ | ---------- | ------- | ------------------ | --------- | ------------------ | ------- |
| 27 de agosto de 1989     | Lima       | Perú    | Bandera de Perú    | 0:2 (0:0) | Bandera de Uruguay | Uruguay |
| 3 de septiembre de 1989  | La Paz     | Bolivia | Bandera de Bolivia | 2:1 (1:0) | Bandera de Uruguay | Uruguay |
| 17 de septiembre de 1989 | Montevideo | Uruguay | Bandera de Uruguay | 2:0 (2:0) | Bandera de Bolivia | Bolivia |
| 24 de septiembre de 1989 | Montevideo | Uruguay | Bandera de Uruguay | 2:0 (1:0) | Bandera de Perú    | Perú    |

### Eliminatorias paraEstados Unidos 1994
- Información según FIFA[11]

#### Primera ronda
| Fecha                | Lugar         |           |                      | Resultado |                    |         |
| -------------------- | ------------- | --------- | -------------------- | --------- | ------------------ | ------- |
| 25 de julio de 1993  | San Cristóbal | Venezuela | Bandera de Venezuela | 0:1 (0:0) | Bandera de Uruguay | Uruguay |
| 1 de agosto de 1993  | Montevideo    | Uruguay   | Bandera de Uruguay   | 0:0       | Bandera de Ecuador | Ecuador |
| 8 de agosto de 1993  | La Paz        | Bolivia   | Bandera de Bolivia   | 3:1 (0:0) | Bandera de Uruguay | Uruguay |
| 15 de agosto de 1993 | Montevideo    | Uruguay   | Bandera de Uruguay   | 1:1 (0:1) | Bandera de Brasil  | Brasil  |

#### Segunda ronda
| Fecha                    | Lugar          |         |                    | Resultado |                      |           |
| ------------------------ | -------------- | ------- | ------------------ | --------- | -------------------- | --------- |
| 29 de agosto de 1993     | Montevideo     | Uruguay | Bandera de Uruguay | 4:0 (3:0) | Bandera de Venezuela | Venezuela |
| 5 de septiembre de 1993  | Guayaquil      | Ecuador | Bandera de Ecuador | 0:1 (0:1) | Bandera de Uruguay   | Uruguay   |
| 12 de septiembre de 1993 | Montevideo     | Uruguay | Bandera de Uruguay | 2:1 (2:1) | Bandera de Bolivia   | Bolivia   |
| 19 de septiembre de 1993 | Río de Janeiro | Brasil  | Bandera de Brasil  | 2:0 (0:0) | Bandera de Uruguay   | Uruguay   |

### Eliminatorias paraFrancia 1998
- Información según FIFA[12]

#### Primera ronda
| Fecha                   | Lugar        |           |                      | Resultado |                      |           |
| ----------------------- | ------------ | --------- | -------------------- | --------- | -------------------- | --------- |
| 24 de abril de 1996     | Caracas      | Venezuela | Bandera de Venezuela | 0:2 (0:0) | Bandera de Uruguay   | Uruguay   |
| 2 de junio de 1996      | Montevideo   | Uruguay   | Bandera de Uruguay   | 0:2 (0:1) | Bandera de Paraguay  | Paraguay  |
| 7 de julio de 1996      | Barranquilla | Colombia  | Bandera de Colombia  | 3:1 (2:0) | Bandera de Uruguay   | Uruguay   |
| 8 de octubre de 1996    | Montevideo   | Uruguay   | Bandera de Uruguay   | 1:0 (0:0) | Bandera de Bolivia   | Bolivia   |
| 12 de noviembre de 1996 | Santiago     | Chile     | Bandera de Chile     | 1:0 (0:0) | Bandera de Uruguay   | Uruguay   |
| 15 de diciembre de 1996 | Montevideo   | Uruguay   | Bandera de Uruguay   | 2:0 (2:0) | Bandera de Perú      | Perú      |
| 12 de enero de 1997     | Montevideo   | Uruguay   | Bandera de Uruguay   | 0:0       | Bandera de Argentina | Argentina |
| 12 de febrero de 1997   | Quito        | Ecuador   | Bandera de Ecuador   | 4:0 (1:0) | Bandera de Uruguay   | Uruguay   |

#### Segunda ronda
| Fecha                    | Lugar        |           |                      | Resultado |                      |           |
| ------------------------ | ------------ | --------- | -------------------- | --------- | -------------------- | --------- |
| 2 de abril de 1997       | Montevideo   | Uruguay   | Bandera de Uruguay   | 3:1 (1:0) | Bandera de Venezuela | Venezuela |
| 30 de abril de 1997      | Asunción     | Paraguay  | Bandera de Paraguay  | 3:1 (1:0) | Bandera de Uruguay   | Uruguay   |
| 8 de junio de 1997       | Montevideo   | Uruguay   | Bandera de Uruguay   | 1:1 (1:0) | Bandera de Colombia  | Colombia  |
| 20 de julio de 1997      | La Paz       | Bolivia   | Bandera de Bolivia   | 1:0 (0:0) | Bandera de Uruguay   | Uruguay   |
| 20 de agosto de 1997     | Montevideo   | Uruguay   | Bandera de Uruguay   | 1:0 (1:0) | Bandera de Chile     | Chile     |
| 10 de septiembre de 1997 | Lima         | Perú      | Bandera de Perú      | 2:1 (0:1) | Bandera de Uruguay   | Uruguay   |
| 12 de octubre de 1997    | Buenos Aires | Argentina | Bandera de Argentina | 0:0       | Bandera de Uruguay   | Uruguay   |
| 16 de noviembre de 1997  | Maldonado    | Uruguay   | Bandera de Uruguay   | 5:3 (2:1) | Bandera de Ecuador   | Ecuador   |

## Eliminatorias delsigloXXI

### Eliminatorias paraCorea - Japón 2002
- Información según FIFA[13]

#### Primera ronda
| Fecha                   | Lugar          |           |                      | Resultado |                      |           |
| ----------------------- | -------------- | --------- | -------------------- | --------- | -------------------- | --------- |
| 29 de marzo de 2000     | Montevideo     | Uruguay   | Bandera de Uruguay   | 1:0 (1:0) | Bandera de Bolivia   | Bolivia   |
| 26 de abril de 2000     | Asunción       | Paraguay  | Bandera de Paraguay  | 1:0 (1:0) | Bandera de Uruguay   | Uruguay   |
| 3 de junio de 2000      | Montevideo     | Uruguay   | Bandera de Uruguay   | 2:1 (2:1) | Bandera de Chile     | Chile     |
| 28 de junio de 2000     | Río de Janeiro | Brasil    | Bandera de Brasil    | 1:1 (0:1) | Bandera de Uruguay   | Uruguay   |
| 18 de julio de 2000     | Montevideo     | Uruguay   | Bandera de Uruguay   | 3:1 (1:1) | Bandera de Venezuela | Venezuela |
| 26 de julio de 2000     | Montevideo     | Uruguay   | Bandera de Uruguay   | 0:0       | Bandera de Perú      | Perú      |
| 15 de agosto de 2000    | Bogotá         | Colombia  | Bandera de Colombia  | 1:0 (0:0) | Bandera de Uruguay   | Uruguay   |
| 3 de septiembre de 2000 | Montevideo     | Uruguay   | Bandera de Uruguay   | 4:0 (2:0) | Bandera de Ecuador   | Ecuador   |
| 8 de octubre de 2000    | Buenos Aires   | Argentina | Bandera de Argentina | 2:1 (2:0) | Bandera de Uruguay   | Uruguay   |

#### Segunda ronda
| Fecha                   | Lugar      |           |                      | Resultado |                      |           |
| ----------------------- | ---------- | --------- | -------------------- | --------- | -------------------- | --------- |
| 15 de noviembre de 2000 | La Paz     | Bolivia   | Bandera de Bolivia   | 0:0       | Bandera de Uruguay   | Uruguay   |
| 28 de marzo de 2001     | Montevideo | Uruguay   | Bandera de Uruguay   | 0:1 (0:0) | Bandera de Paraguay  | Paraguay  |
| 24 de abril de 2001     | Santiago   | Chile     | Bandera de Chile     | 0:1 (0:1) | Bandera de Uruguay   | Uruguay   |
| 1 de julio de 2001      | Montevideo | Uruguay   | Bandera de Uruguay   | 1:0 (1:0) | Bandera de Brasil    | Brasil    |
| 14 de agosto de 2001    | Maracaibo  | Venezuela | Bandera de Venezuela | 2:0 (0:0) | Bandera de Uruguay   | Uruguay   |
| 4 de septiembre de 2001 | Lima       | Perú      | Bandera de Perú      | 0:2 (0:2) | Bandera de Uruguay   | Uruguay   |
| 7 de octubre de 2001    | Montevideo | Uruguay   | Bandera de Uruguay   | 1:1 (1:0) | Bandera de Colombia  | Colombia  |
| 7 de noviembre de 2001  | Quito      | Ecuador   | Bandera de Ecuador   | 1:1 (0:1) | Bandera de Uruguay   | Uruguay   |
| 14 de noviembre de 2001 | Montevideo | Uruguay   | Bandera de Uruguay   | 1:1 (1:1) | Bandera de Argentina | Argentina |

### Eliminatorias paraAlemania 2006
- Información según FIFA[14]

#### Primera ronda
| Fecha                    | Lugar        |           |                      | Resultado |                      |           |
| ------------------------ | ------------ | --------- | -------------------- | --------- | -------------------- | --------- |
| 7 de septiembre de 2003  | Montevideo   | Uruguay   | Bandera de Uruguay   | 5:0 (2:0) | Bandera de Bolivia   | Bolivia   |
| 10 de septiembre de 2003 | Asunción     | Paraguay  | Bandera de Paraguay  | 4:1 (1:1) | Bandera de Uruguay   | Uruguay   |
| 15 de noviembre de 2003  | Montevideo   | Uruguay   | Bandera de Uruguay   | 2:1 (1:1) | Bandera de Chile     | Chile     |
| 19 de noviembre de 2003  | Curitiba     | Brasil    | Bandera de Brasil    | 3:3 (2:0) | Bandera de Uruguay   | Uruguay   |
| 31 de marzo de 2004      | Montevideo   | Uruguay   | Bandera de Uruguay   | 0:3 (0:1) | Bandera de Venezuela | Venezuela |
| 1 de junio de 2004       | Montevideo   | Uruguay   | Bandera de Uruguay   | 1:3 (0:2) | Bandera de Perú      | Perú      |
| 6 de junio de 2004       | Barranquilla | Colombia  | Bandera de Colombia  | 5:0 (3:0) | Bandera de Uruguay   | Uruguay   |
| 5 de septiembre de 2004  | Montevideo   | Uruguay   | Bandera de Uruguay   | 1:0 (0:0) | Bandera de Ecuador   | Ecuador   |
| 9 de octubre de 2004     | Buenos Aires | Argentina | Bandera de Argentina | 4:2 (3:0) | Bandera de Uruguay   | Uruguay   |

#### Segunda ronda
| Fecha                   | Lugar      |           |                      | Resultado |                      |           |
| ----------------------- | ---------- | --------- | -------------------- | --------- | -------------------- | --------- |
| 12 de octubre de 2004   | La Paz     | Bolivia   | Bandera de Bolivia   | 0:0       | Bandera de Uruguay   | Uruguay   |
| 17 de noviembre de 2004 | Montevideo | Uruguay   | Bandera de Uruguay   | 1:0 (0:0) | Bandera de Paraguay  | Paraguay  |
| 26 de marzo de 2005     | Santiago   | Chile     | Bandera de Chile     | 1:1 (0:1) | Bandera de Uruguay   | Uruguay   |
| 30 de marzo de 2005     | Montevideo | Uruguay   | Bandera de Uruguay   | 1:1 (0:0) | Bandera de Brasil    | Brasil    |
| 4 de junio de 2005      | Maracaibo  | Venezuela | Bandera de Venezuela | 1:1 (0:1) | Bandera de Uruguay   | Uruguay   |
| 7 de junio de 2005      | Lima       | Perú      | Bandera de Perú      | 0:0       | Bandera de Uruguay   | Uruguay   |
| 4 de septiembre de 2005 | Montevideo | Uruguay   | Bandera de Uruguay   | 3:2 (1:0) | Bandera de Colombia  | Colombia  |
| 8 de octubre de 2005    | Quito      | Ecuador   | Bandera de Ecuador   | 0:0       | Bandera de Uruguay   | Uruguay   |
| 12 de octubre de 2005   | Montevideo | Uruguay   | Bandera de Uruguay   | 1:0 (0:0) | Bandera de Argentina | Argentina |

### Eliminatorias paraSudáfrica 2010
- Información según FIFA[15]

#### Primera ronda
| Fecha                    | Lugar        |           |                      | Resultado |                      |           |
| ------------------------ | ------------ | --------- | -------------------- | --------- | -------------------- | --------- |
| 13 de octubre de 2007    | Montevideo   | Uruguay   | Bandera de Uruguay   | 5:0 (2:0) | Bandera de Bolivia   | Bolivia   |
| 17 de octubre de 2007    | Asunción     | Paraguay  | Bandera de Paraguay  | 1:0 (1:0) | Bandera de Uruguay   | Uruguay   |
| 18 de noviembre de 2007  | Montevideo   | Uruguay   | Bandera de Uruguay   | 2:2 (1:0) | Bandera de Chile     | Chile     |
| 21 de noviembre de 2007  | São Paulo    | Brasil    | Bandera de Brasil    | 2:1 (1:1) | Bandera de Uruguay   | Uruguay   |
| 14 de junio de 2008      | Montevideo   | Uruguay   | Bandera de Uruguay   | 1:1 (1:0) | Bandera de Venezuela | Venezuela |
| 17 de junio de 2008      | Montevideo   | Uruguay   | Bandera de Uruguay   | 6:0 (2:0) | Bandera de Perú      | Perú      |
| 6 de septiembre de 2008  | Bogotá       | Colombia  | Bandera de Colombia  | 0:1 (0:1) | Bandera de Uruguay   | Uruguay   |
| 10 de septiembre de 2008 | Montevideo   | Uruguay   | Bandera de Uruguay   | 0:0       | Bandera de Ecuador   | Ecuador   |
| 11 de octubre de 2008    | Buenos Aires | Argentina | Bandera de Argentina | 2:1 (2:1) | Bandera de Uruguay   | Uruguay   |

#### Segunda ronda
| Fecha                   | Lugar          |           |                      | Resultado |                      |           |
| ----------------------- | -------------- | --------- | -------------------- | --------- | -------------------- | --------- |
| 14 de octubre de 2008   | La Paz         | Bolivia   | Bandera de Bolivia   | 2:2 (2:0) | Bandera de Uruguay   | Uruguay   |
| 28 de marzo de 2009     | Montevideo     | Uruguay   | Bandera de Uruguay   | 2:0 (1:0) | Bandera de Paraguay  | Paraguay  |
| 1 de abril de 2009      | Santiago       | Chile     | Bandera de Chile     | 0:0       | Bandera de Uruguay   | Uruguay   |
| 6 de junio de 2009      | Montevideo     | Uruguay   | Bandera de Uruguay   | 0:4 (0:2) | Bandera de Brasil    | Brasil    |
| 10 de junio de 2009     | Ciudad Guayana | Venezuela | Bandera de Venezuela | 2:2 (1:0) | Bandera de Uruguay   | Uruguay   |
| 5 de septiembre de 2009 | Lima           | Perú      | Bandera de Perú      | 1:0 (0:0) | Bandera de Uruguay   | Uruguay   |
| 9 de septiembre de 2009 | Montevideo     | Uruguay   | Bandera de Uruguay   | 3:1 (1:0) | Bandera de Colombia  | Colombia  |
| 10 de octubre de 2009   | Quito          | Ecuador   | Bandera de Ecuador   | 1:2 (0:0) | Bandera de Uruguay   | Uruguay   |
| 14 de octubre de 2009   | Montevideo     | Uruguay   | Bandera de Uruguay   | 0:1 (0:0) | Bandera de Argentina | Argentina |

### Eliminatorias paraBrasil 2014
- Información según FIFA[16]

#### Primera ronda
| Fecha                    | Lugar        |           |                      | Resultado |                      |           |
| ------------------------ | ------------ | --------- | -------------------- | --------- | -------------------- | --------- |
| 7 de octubre de 2011     | Montevideo   | Uruguay   | Bandera de Uruguay   | 4:2 (2:0) | Bandera de Bolivia   | Bolivia   |
| 11 de octubre de 2011    | Asunción     | Paraguay  | Bandera de Paraguay  | 1:1 (0:0) | Bandera de Uruguay   | Uruguay   |
| 11 de noviembre de 2011  | Montevideo   | Uruguay   | Bandera de Uruguay   | 4:0 (2:0) | Bandera de Chile     | Chile     |
| 2 de junio de 2012       | Montevideo   | Uruguay   | Bandera de Uruguay   | 1:1 (1:0) | Bandera de Venezuela | Venezuela |
| 10 de junio de 2012      | Montevideo   | Uruguay   | Bandera de Uruguay   | 4:2 (2:1) | Bandera de Perú      | Perú      |
| 7 de septiembre de 2012  | Barranquilla | Colombia  | Bandera de Colombia  | 4:0 (1:0) | Bandera de Uruguay   | Uruguay   |
| 11 de septiembre de 2012 | Montevideo   | Uruguay   | Bandera de Uruguay   | 1:1 (0:1) | Bandera de Ecuador   | Ecuador   |
| 12 de octubre de 2012    | Mendoza      | Argentina | Bandera de Argentina | 3:0 (0:0) | Bandera de Uruguay   | Uruguay   |

#### Segunda ronda
| Fecha                    | Lugar          |           |                      | Resultado |                      |           |
| ------------------------ | -------------- | --------- | -------------------- | --------- | -------------------- | --------- |
| 16 de octubre de 2012    | La Paz         | Bolivia   | Bandera de Bolivia   | 4:1 (2:0) | Bandera de Uruguay   | Uruguay   |
| 22 de marzo de 2013      | Montevideo     | Uruguay   | Bandera de Uruguay   | 1:1 (0:0) | Bandera de Paraguay  | Paraguay  |
| 26 de marzo de 2013      | Santiago       | Chile     | Bandera de Chile     | 2:0 (1:0) | Bandera de Uruguay   | Uruguay   |
| 11 de junio de 2013      | Ciudad Guayana | Venezuela | Bandera de Venezuela | 0:1 (0:1) | Bandera de Uruguay   | Uruguay   |
| 6 de septiembre de 2013  | Lima           | Perú      | Bandera de Perú      | 1:2 (0:1) | Bandera de Uruguay   | Uruguay   |
| 10 de septiembre de 2013 | Montevideo     | Uruguay   | Bandera de Uruguay   | 2:0 (0:0) | Bandera de Colombia  | Colombia  |
| 11 de octubre de 2013    | Quito          | Ecuador   | Bandera de Ecuador   | 1:0 (1:0) | Bandera de Uruguay   | Uruguay   |
| 15 de octubre de 2013    | Montevideo     | Uruguay   | Bandera de Uruguay   | 3:2 (2:2) | Bandera de Argentina | Argentina |

### Eliminatorias paraRusia 2018
- Información según CeroaCero[17]

#### Primera ronda
| Fecha                   | Lugar      |           |                      | Resultado |                      |           |
| ----------------------- | ---------- | --------- | -------------------- | --------- | -------------------- | --------- |
| 8 de octubre de 2015    | La Paz     | Bolivia   | Bandera de Bolivia   | 0:2 (0:1) | Bandera de Uruguay   | Uruguay   |
| 13 de octubre de 2015   | Montevideo | Uruguay   | Bandera de Uruguay   | 3:0 (1:0) | Bandera de Colombia  | Colombia  |
| 12 de noviembre de 2015 | Quito      | Ecuador   | Bandera de Ecuador   | 2:1 (1:0) | Bandera de Uruguay   | Uruguay   |
| 17 de noviembre de 2015 | Montevideo | Uruguay   | Bandera de Uruguay   | 3:0 (1:0) | Bandera de Chile     | Chile     |
| 25 de marzo de 2016     | Recife     | Brasil    | Bandera de Brasil    | 2:2 (2:1) | Bandera de Uruguay   | Uruguay   |
| 29 de marzo de 2016     | Montevideo | Uruguay   | Bandera de Uruguay   | 1:0 (0:0) | Bandera de Perú      | Perú      |
| 1 de septiembre de 2016 | Mendoza    | Argentina | Bandera de Argentina | 1:0 (1:0) | Bandera de Uruguay   | Uruguay   |
| 6 de septiembre de 2016 | Montevideo | Uruguay   | Bandera de Uruguay   | 4:0 (3:0) | Bandera de Paraguay  | Paraguay  |
| 6 de octubre de 2016    | Montevideo | Uruguay   | Bandera de Uruguay   | 3:0 (1:0) | Bandera de Venezuela | Venezuela |

#### Segunda ronda
| Fecha                   | Lugar         |           |                      | Resultado |                      |           |
| ----------------------- | ------------- | --------- | -------------------- | --------- | -------------------- | --------- |
| 11 de octubre de 2016   | Barranquilla  | Colombia  | Bandera de Colombia  | 2:2 (1:1) | Bandera de Uruguay   | Uruguay   |
| 10 de noviembre de 2016 | Montevideo    | Uruguay   | Bandera de Uruguay   | 2:1 (2:1) | Bandera de Ecuador   | Ecuador   |
| 15 de noviembre de 2016 | Santiago      | Chile     | Bandera de Chile     | 3:1 (1:1) | Bandera de Uruguay   | Uruguay   |
| 23 de marzo de 2017     | Montevideo    | Uruguay   | Bandera de Uruguay   | 1:4 (1:1) | Bandera de Brasil    | Brasil    |
| 28 de marzo de 2017     | Lima          | Perú      | Bandera de Perú      | 2:1 (1:1) | Bandera de Uruguay   | Uruguay   |
| 31 de agosto de 2017    | Montevideo    | Uruguay   | Bandera de Uruguay   | 0:0       | Bandera de Argentina | Argentina |
| 5 de septiembre de 2017 | Asunción      | Paraguay  | Bandera de Paraguay  | 1:2 (0:0) | Bandera de Uruguay   | Uruguay   |
| 5 de octubre de 2017    | San Cristóbal | Venezuela | Bandera de Venezuela | 0:0       | Bandera de Uruguay   | Uruguay   |
| 10 de octubre de 2017   | Montevideo    | Uruguay   | Bandera de Uruguay   | 4:2 (2:1) | Bandera de Bolivia   | Bolivia   |

### Eliminatorias paraCatar 2022
- Información según CeroaCero[18]

#### Primera ronda
| Fecha                   | Lugar        |           |                      | Resultado                                                          |                     |          |
| ----------------------- | ------------ | --------- | -------------------- | ------------------------------------------------------------------ | ------------------- | -------- |
| 8 de octubre de 2020    | Montevideo   | Uruguay   | Bandera de Uruguay   | 2:1 (1:0) Archivado el 9 de octubre de 2020 en Wayback Machine.    | Bandera de Chile    | Chile    |
| 13 de octubre de 2020   | Quito        | Ecuador   | Bandera de Ecuador   | 4:2 (2:0) Archivado el 11 de octubre de 2020 en Wayback Machine.   | Bandera de Uruguay  | Uruguay  |
| 13 de noviembre de 2020 | Barranquilla | Colombia  | Bandera de Colombia  | 0:3 (0:1) Archivado el 15 de noviembre de 2020 en Wayback Machine. | Bandera de Uruguay  | Uruguay  |
| 17 de noviembre de 2020 | Montevideo   | Uruguay   | Bandera de Uruguay   | 0:2 (0:2) Archivado el 24 de noviembre de 2020 en Wayback Machine. | Bandera de Brasil   | Brasil   |
| 10 de octubre de 2021   | Buenos Aires | Argentina | Bandera de Argentina | 3:0 (2:0)                                                          | Bandera de Uruguay  | Uruguay  |
| 5 de septiembre de 2021 | Montevideo   | Uruguay   | Bandera de Uruguay   | 4:2 (2:0)                                                          | Bandera de Bolivia  | Bolivia  |
| 3 de junio de 2021      | Montevideo   | Uruguay   | Bandera de Uruguay   | 0:0                                                                | Bandera de Paraguay | Paraguay |
| 8 de junio de 2021      | Caracas      | Venezuela | Bandera de Venezuela | 0:0                                                                | Bandera de Uruguay  | Uruguay  |
| 2 de septiembre de 2021 | Lima         | Perú      | Bandera de Perú      | 1:1 (1:1)                                                          | Bandera de Uruguay  | Uruguay  |

#### Segunda ronda
| Fecha                   | Lugar      |          |                     | Resultado |                      |           |
| ----------------------- | ---------- | -------- | ------------------- | --------- | -------------------- | --------- |
| 9 de septiembre de 2021 | Montevideo | Uruguay  | Bandera de Uruguay  | 1:0 (0:0) | Bandera de Ecuador   | Ecuador   |
| 7 de octubre de 2021    | Montevideo | Uruguay  | Bandera de Uruguay  | 0:0       | Bandera de Colombia  | Colombia  |
| 14 de octubre de 2021   | Manaus     | Brasil   | Bandera de Brasil   | 4:1 (2:0) | Bandera de Uruguay   | Uruguay   |
| 12 de noviembre de 2021 | Montevideo | Uruguay  | Bandera de Uruguay  | 0:1 (0:1) | Bandera de Argentina | Argentina |
| 16 de noviembre de 2021 | La Paz     | Bolivia  | Bandera de Bolivia  | 3:0 (2:0) | Bandera de Uruguay   | Uruguay   |
| 27 de enero de 2022     | Asunción   | Paraguay | Bandera de Paraguay | 0:1 (0:0) | Bandera de Uruguay   | Uruguay   |
| 1 de febrero de 2022    | Montevideo | Uruguay  | Bandera de Uruguay  | 4:1 (3:0) | Bandera de Venezuela | Venezuela |
| 24 de marzo de 2022     | Montevideo | Uruguay  | Bandera de Uruguay  | 1:0 (1:0) | Bandera de Perú      | Perú      |
| 29 de marzo de 2022     | Santiago   | Chile    | Bandera de Chile    | 0:2 (0:0) | Bandera de Uruguay   | Uruguay   |

### Eliminatorias paraCanadá, Estados Unidos y México 2026

#### Primera ronda
| Fecha                    | Lugar        |           |                      | Resultado |                     |          |
| ------------------------ | ------------ | --------- | -------------------- | --------- | ------------------- | -------- |
| 8 de septiembre de 2023  | Montevideo   | Uruguay   | Bandera de Uruguay   | 3:1 (2:0) | Bandera de Chile    | Chile    |
| 12 de septiembre de 2023 | Quito        | Ecuador   | Bandera de Ecuador   | 2:1 (1:1) | Bandera de Uruguay  | Uruguay  |
| 12 de octubre de 2023    | Barranquilla | Colombia  | Bandera de Colombia  | 2:2 (1:0) | Bandera de Uruguay  | Uruguay  |
| 17 de octubre de 2023    | Montevideo   | Uruguay   | Bandera de Uruguay   | 2:0 (1:0) | Bandera de Brasil   | Brasil   |
| 16 de noviembre de 2023  | Buenos Aires | Argentina | Bandera de Argentina | 0:2 (0:1) | Bandera de Uruguay  | Uruguay  |
| 21 de noviembre de 2023  | Montevideo   | Uruguay   | Bandera de Uruguay   | 3:0 (2:0) | Bandera de Bolivia  | Bolivia  |
| 6 de septiembre de 2024  | Montevideo   | Uruguay   | Bandera de Uruguay   | 0:0       | Bandera de Paraguay | Paraguay |
| 10 de septiembre de 2024 | Maturín      | Venezuela | Bandera de Venezuela | 0:0       | Bandera de Uruguay  | Uruguay  |
| 11 de octubre de 2024    | Lima         | Perú      | Bandera de Perú      | 1:0 (0:0) | Bandera de Uruguay  | Uruguay  |

#### Segunda ronda
| Fecha                   | Lugar      |          |                     | Resultado |                      |           |
| ----------------------- | ---------- | -------- | ------------------- | --------- | -------------------- | --------- |
| 15 de octubre de 2024   | Montevideo | Uruguay  | Bandera de Uruguay  | 0:0       | Bandera de Ecuador   | Ecuador   |
| 15 de noviembre de 2024 | Montevideo | Uruguay  | Bandera de Uruguay  | 3:2 (0:1) | Bandera de Colombia  | Colombia  |
| 19 de noviembre de 2024 | Salvador   | Brasil   | Bandera de Brasil   | 1:1 (0:0) | Bandera de Uruguay   | Uruguay   |
| 21 de marzo de 2025     | Montevideo | Uruguay  | Bandera de Uruguay  | 0:1 (0:0) | Bandera de Argentina | Argentina |
| 25 de marzo de 2025     | El Alto    | Bolivia  | Bandera de Bolivia  | 0:0       | Bandera de Uruguay   | Uruguay   |
| 5 de junio de 2025      | Asunción   | Paraguay | Bandera de Paraguay | 2:0 (1:0) | Bandera de Uruguay   | Uruguay   |
| 10 de junio de 2025     | Montevideo | Uruguay  | Bandera de Uruguay  | 2:0 (1:0) | Bandera de Venezuela | Venezuela |
| 4 de septiembre de 2025 | Montevideo | Uruguay  | Bandera de Uruguay  | vs.       | Bandera de Perú      | Perú      |
| 9 de septiembre de 2025 | Santiago   | Chile    | Bandera de Chile    | vs.       | Bandera de Uruguay   | Uruguay   |